# Miljan Begović
Pour les articles homonymes, voir Begović.
Miljan Begović, né le 19 mai 1964 à Zagreb en Croatie, est un patineur artistique yougoslave, qui participe aux Jeux olympiques d'hiver de 1984.

## Biographie

### Carrière sportive
Miljan Begović représente son pays la Yougoslavie à un mondial junior (1976 à Megève), cinq championnats européens (1980 à Göteborg, 1981 à Innsbruck, 1982 à Lyon, 1983 à Dortmund et 1984 à Budapest), six mondiaux seniors (1980 à Dortmund, 1981 à Hartford, 1982 à Copenhague, 1983 à Helsinki, 1984 à Ottawa et 1986 à Genève) et aux Jeux olympiques d'hiver de 1984 à Sarajevo.
Il arrête les compétitions sportives après les mondiaux de 1986.

## Palmarès
| Compétition                   | 1976    | 1977    | 1978    | 1979    | 1980    | 1981    | 1982    | 1983    | 1984    | 1985    | 1986    |  |  |  |
| Jeux olympiques d'hiver       |         |         |         |         |         |         |         |         | 21e     |         |         |  |  |  |
| Championnats du monde         |         |         |         |         | 21e     | A       | 25e     | 16e     | 19e     |         | 25e     |  |  |  |
| Championnats d’Europe         |         |         |         |         | 18e     | 19e     | 15e     | 14e     | 14e     |         |         |  |  |  |
| Championnats du monde juniors | 17e     |         |         |         |         |         |         |         |         |         |         |  |  |  |
|                               |         |         |         |         |         |         |         |         |         |         |         |  |  |  |
| Autres Compétitions           | 1975/76 | 1976/77 | 1977/78 | 1978/79 | 1979/80 | 1980/81 | 1981/82 | 1982/83 | 1983/84 | 1984/85 | 1985/86 |  |  |  |
| Skate America                 |         |         |         |         |         |         |         | 14e     | 12e     |         |         |  |  |  |
| Skate Canada                  |         |         |         |         |         | 15e     |         |         |         |         |         |  |  |  |
| Légende : A = Abandon         |         |         |         |         |         |         |         |         |         |         |         |  |  |  |